# بوران (ريح)

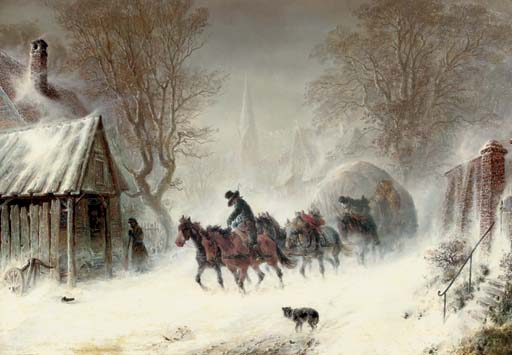

بوران هي اسم ريح تهب على شرق آسيا.

## كارابوران
الكارابوران (Karaburan) اسم محلي يطلق على الرياح الشمالية الشرقية الشديدة السرعة (العاصفية) المحملة بكميات كبيرة من الأتربة حاجبة السماء, ومانحة إياها لوناً قاتماً, وهي التي تهب على حوض تاريم وآسيا الوسطى, ويبدأ هبوب هذه الرياح منذ أوائل الربيع مستمرة حتى نهاية الصيف, مقتصراً هبوبها على ساعات النهار فقط, وتعرف رياح الكارابوران العاصفية بالعواصف السوداء, تمييزاً لها من العواصف البيضاء التي تهب في فصل الشتاء حاملة كميات كبيرة من الثلوج المثارة المتخذة شكل غيوم بيضاء.

## بورغا
بورغا (Purga) هو اسم محلي يطلق في الإتحاد السوفيتي (سابقاً) على الرياح الشمالية الشرقية الباردة التي تهب شتاء -ولا سيما في الأجزاء الشمالية من الاتحاد السوفيتي التي يسود فيها مناخ التندرا - وهذه الرياح من نوع رياح البوران نفسسها, وتكون محملة أيضاً بالثلج في كثير من الأحيان.

## المصدر
- المعجم الجغرافي المناخي